# Hanuš Hackenschmied
Hanuš Hackenschmied (24. února 1871, Příbram – 12. března 1953, Praha) byl český středoškolský profesor, malíř, ilustrátor, grafik a překladatel ze severských jazyků, italštiny, srbochorvatštiny, němčiny, francouzštiny a s jazykovou pomocí i z ruštiny.

## Život
Pocházel z početné rodiny horního dozorce. V dětství často pobýval s otcem v Krkonoších, na Šumavě nebo v Krušnohoří, kde si oblíbil kresbu krajinných scenérií. Navštěvoval reálné gymnázium ve svém rodišti a v letech 1888–1895 studoval na Akademii výtvarných umění v Praze u profesora Františka Sequense a v krajinářské speciálce Julia Mařáka. V letech 1888–1895 pobýval studijně také v Mnichově, kde se ale věnoval především nordistice. Malířské výstavy děl vzniklých za jeho pobytu na Balkáně, zejména v Dalmácii, které se konaly roku 1897 v Krasoumné jednotě a roku 1899 v Umělecké besedě však nebyly úspěšné. Malbě se pak věnoval pouze příležitostně, ilustroval knihy, navrhoval knižní obálky a od roku 1902 působil jako učitel a profesor kreslení na středních školách. Nejprve působil jako asistent na žižkovské reálce a krátce jako suplent na reálném gymnáziu v Táboře. Roku 1906 se stal profesorem na českobudějovické reálce a od roku 1919 až do odchodu do důchodu roku 1930 pracoval jako profesor opět na Žižkovské reálce. Po roce 1930 se umělecky odmlčel.

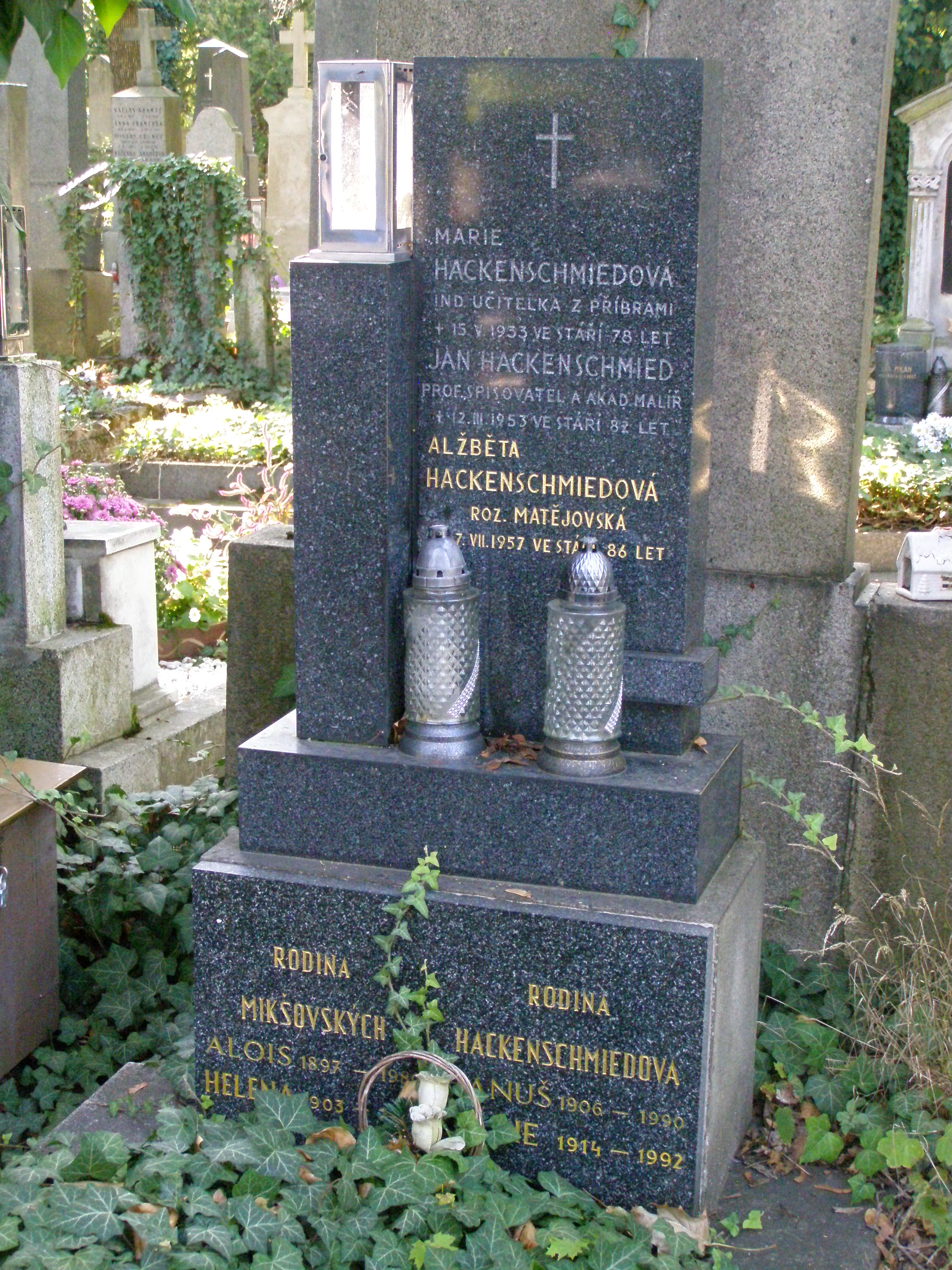
Hackenschmiedův hrob v Praze na hřbitově Malvazinky

Významný je jeho přínos českému uměleckému překladu. Překládal prózu a drama z norštiny, dánštiny, švédštiny, italštiny, srbochorvatštiny, němčiny, francouzštiny a s jazykovou pomocí i z ruštiny a spolupracoval například s Ottovým nakladatelstvím na jeho knižnici Ottova Světová knihovna. K některým překladům připojoval informativní předmluvy. Stylisticky vytříbený jazyk jeho překladů navazoval na odkaz Vrchlického překladatelské školy, vzorem mu byli především Otokar Fischer nebo Emil Walter.

## Překlady

### Překlady ze švédštiny
- 1899 – Ola Hansson: Tři novelly (Mořští ptáci, V osidlech Huldry, Strašidlo).
- 1903 – Ola Hansson: Všední ženy.
- 1910 – Tor Hedberg: Ukázka drobné prósy.
- 1914 – Sophie Elkanová: Svědectví paní Ulfsparreové.
- 1919 – Johan August Strindberg: Černé vlajky.
- 1922 – Johan August Strindberg: Manželství.
- 1927 – Johan August Strindberg: Syn služky.
- 1927 – Gustav Janson: Zápletka s Costa Negrou.
- 1930 – Gösta Segercrantz: Hlavní výhra barona Nachtvogela.

### Překlady ze srbochorvatštiny
- 1899 – Josip Kozarac: Dvě povídky (Tena, Šaty).

### Překlady z němčiny
- 1900 – Arthur Schnitzler: U zeleného papouška.
- 1908 – Hans Wilhelm: Osud a vůle.

### Překlady z norštiny
- 1901 – Alexander Lange Kielland: Novelety.
- 1902 – Alexander Lange Kielland: Elsa: vánoční povídka.
- 1904 – Bjørnstjerne Bjørnson: Nad naší sílu, společně s Jaroslavem Kvapilem.
- 1908 – Ågot Gjems Selmerrová: Na norském fjordu.
- 1913 – Thomas Peter Krag: Pozdě.
- 1913 – Bjørnstjerne Bjørnson: Laboremus.
- 1914 – U ledové víly: pohádky ze severu, vybral a přeložil.
- 1914 – Jonas Lie: Lindelina.
- 1914 – Hans Aanrud: Cesta do města.
- 1915 – Amalie Skramová: Modlitba a pokušení.
- 1920 – Bernt Lie: Z kraje bílých nocí.
- 1920 – Clara Tschudi: Eugenie.
- 1921 – Jonas Lie: Trol.
- 1922 – Amalie Skramová: Zrazený.
- 1925 – Knut Hamsun: Pan.
- 1925 – Christian Krohg: Albertina.
- 1928 – Henrik Ibsen: John Gabriel Borkman.
- 1930 – Henrik Ibsen: Paní z námoří.

### Překlady z italštiny
- 1900 – Bernardino Alimena: Zločin v umění
- 1901 – Roberto Bracco: Není nad počestnost.
- 1901 – Roberto Bracco: Don Pietro Caruso
- 1901 – Marco Praga: Ideální žena.
- 1903 – Scipio Sighele: Nová žena.
- 1908 – Gabriele d'Annunzio: Sen jarního jitra, lyrické vložky přeložil Jaroslav Kvapil.
- 1910 – Roberto Bracco: Novelly.
- 1911 – Roberto Bracco: Žena a jiné novelly.
- 1911 – Roberto Bracco: Boj.
- 1912 – Luigi Capuana: Slečinka.
- 1912 – Grazia Deleddaová: Sardinské povídky.
- 1913 – Carlo Dadone: Cimbrovo tajemství.
- 1914 – Giovanni Verga: Pan učitel.
- 1917 – Carlo Dadone: Dřevěné nůžky.
- 1919 – Giovanni Cena: Varovníci.
- 1920 – Giovanni Verga: Znamení lásky a jiní novely.
- 1920 – Giovanni Boccaccio: Kratochvilné historie, pod pseudonymem Josef J. Jirsák.
- 1923 – Carlo Dadone: Tajemství zahradní víly.
- 1926 – Julius Magnussen, Georg Sarauw: Mrtvý velikán.
- 1926 – Emilio Salgari: Na pomezí dálného západu.
- 1928 – Emilio Slagari: Lovkyně skalpů.
- 1929 – Emilio Slagari: Hořící lesy.

### Překlady z dánštiny
- 1910 – Jens Jørgensen: Tráva.
- 1911 – Herman Joachim Bang: Její výsost.
- 1912 – Herman Joachim Bang: Irena Holmová.
- 1912 – Calr Ewald: Co příroda vypráví.
- 1913 – Calr Ewald: Jolanda.
- 1913 – Johannes Vilhelm Jensen: Intermezzo: tři novelly.
- 1913 – Johannes Vilhelm Jensen: Madame d`Ora.
- 1914 – Martin Andersen Nexø: Tři syny měl.
- 1918 – Johannes Vilhelm Jensen: Lesy.
- 1919 – Karl Adolph Gjellerup: Pastýřka a kulhavý.
- 1920 – Herman Joachim Bang: Tina.
- 1920 – Laurids Bruun: Půlnoční slunce.
- 1920 – Otto Rung: Podivná proměna Smitsona.
- 1921 – Otto Rung: Velká karavana, společně s Emilem Walterem.
- 1921 – Otto Rung: Osud.
- 1921 – Karl Larsen: Rozhodný bod.
- 1921 – Henrik Pontoppidan: Královský host.
- 1922 – Johanne Schjørring: Dcera moře.
- 1926 – Otto Rung: Dlouhá noc.

### Překlady z ruštiny
- 1920 – Lev Nikolajevič Tolstoj: Kreutzerova sonáta, společně Alešem Silvou.
- 1925 – Nikolaj Georgijevič Garin-Michajlovskij: Inženýři, společně s Alešem Silvou.

### Překlady z francouzštiny
- 1921 – J. H. Rosny: Přísaha: dívčí román.
- 1922 – Paul Géraldy: Milování.